# Государственный камерный оркестр Республики Беларусь
Государственный камерный оркестр Республики Беларусь (первоначально Минский камерный оркестр) — камерный оркестр, работающий в Минске. Основан в 1968 г. по инициативе органиста и дирижёра Олега Янченко.
С оркестром выступали выдающиеся солисты — в частности, Святослав Рихтер (концерт Йозефа Гайдна на фестивале «Декабрьские вечера» 1983 г.). Участвовал оркестр и в совместных выступлениях с исполнителями других музыкальных направлений — в том числе с Ванессой Мэй и группой Scorpions.
Репертуар оркестра богат и разнообразен, от произведений старинной музыки XVII-XVIII вв. до современной музыки XXI века. Оркестр стал своеобразной творческой лабораторией для многих белорусских композиторов — Д.Смольского, В.Кондрусевича, В.Копытько, В.Солтана, Г.Гореловой и других. Практически все, написанное белорусскими композиторами для струнного оркестра, исполнено коллективом на сцене, записано в фондах радио и на Компакт-диски.

## История коллектива
Оркестр был основан в 1968 году известным музыкантом — органистом, композитором и дирижером — Олегом Янченко, как «Минский Камерный Оркестр». С 1969 по 1994 год оркестр возглавлял выпускник Минской и Ленинградской консерваторий Юрий Цирюк. С именем этого музыканта связаны высшие творческие достижения коллектива. В 1975 году оркестр с большим успехом выступил на Международном Фестивале камерных оркестров в Вильнюсе, где был признан одним из лучших коллективов Советского Союза. В 1977 году оркестр был удостоен звания лауреата Всесоюзного конкурса профессиональных коллективов. Камерный оркестр выступал с концертами в Большом Зале Консерватории в Москве, Филармонии Санкт-Петербурга, в столицах республик бывшего СССР. Оркестр первый из профессиональных коллективов Беларуси в 1977 году выехал на гастроли в ЧССР, Венгрию, Болгарию, где выступал с огромным успехом. С тех пор оркестр гастролировал в Германии, Австрии, Норвегии, Швеции, Дании, Англии, Франции, Испании, Италии, Финляндии, Швейцарии, Ливане, Турции и других странах.
С оркестром выступали выдающиеся исполнители: С. Рихтер, П. Бадура-Шкода, Э. Черни-Стефаньска, Ю. Франц, Н. Петров, Т. Николаева, Э. Вирсаладзе, М. Воскресенский, М. Ростропович, Н. Гутман, Ю. Башмет, В. Третьяков, И. Архипова,, К. Ричарелли, А. Рудин, В. Жук и др. Коллектив сотрудничал с такими дирижерами, как: Р. Баршай, П. Вандиловский, Д. Зубов, В. Катаев, М. Кац, В. Полянский, А. Поляничко, Г. Проваторов, И.Э. Райль, С. Сондецкис, Й. Бергман, К. Флореа, А. Анисимов, А. Рудин и др.
С 2009 года главным дирижером и художественным руководителем Государственного камерного оркестра Республики Беларусь является Заслуженный Артист России Евгений Бушков.

## Руководители оркестра
- Олег Янченко (1968—1969)
- Юрий Цирюк (1969—1986)
- Александр Поляничко (1986—1989)
- Виктор Соболев (1989—1993)
- Инго Эрнст Райль (1993—2003)
- Пётр Вандиловский (2003—2009)
- Евгений Бушков (с 2009 г.)[3]